# والي إلمر
والي إلمر هو لاعب هوكي الجليد كندي، ولد في 1898، وتوفي في 28 أغسطس 1978.

## وصلات خارجية
- والي إلمر على موقع HockeyDB.com (الإنجليزية)